# Thecla ravus
Thecla ravus är en fjärilsart som beskrevs av Druce 1907. Thecla ravus ingår i släktet Thecla och familjen juvelvingar. Inga underarter finns listade i Catalogue of Life.